# Nina Langlet
Nina Langlet, född Nina Nikolajevna Borovko 25 augusti 1896 i S:t Petersburg, Kejsardömet Ryssland, död 3 september 1988 i Stockholm, var en rysk-svensk musikpedagog och författare.
Nina Langlet var dotter till den ryske esperantopionjären Nikolaj Afrikanovitj Borovko (1863–1913) och Antonina Borovko-Tjajkovskoja (1872–1948). Hon utbildade sig i musik i Ryssland/Sovjetunionen, och fick hjälp att komma till Sverige för fortsatta musikstudier av Valdemar Langlet 1923.
Nina Langlet gifte sig 1925 med Valdemar Langlet. Paret flyttade 1931 till Budapest, där Valdemar Langlet verkade som lektor i svenska. Under de tyska nazisternas och de ungerska pilkorsarnas förföljelser av judar och andra mot slutet av andra världskriget arbetade paret Langlet för att rädda förföljda genom utfärdande av skyddspass och omhändertagande i säkra hus i Svenska Röda korsets namn, men utan ekonomiska medel från Sverige. Tillsammans med maken fick hon 1965 den israeliska utmärkelsen Rättfärdig bland folken för detta arbete.
Vid krigsslutet utvisades paret Langlet från Ungern av Röda armén och bosatte sig i Lerbo i Södermanland. Nina Langlet arbetade där som musiker och musikpedagog. Hon skrev om sina erfarenheter i den lokala pressen och senare  1982 i boken Kaos i Budapest.